# Храм-памятник Александра Невского
Храм-памятник Святого Александра Невского (болг. Храм-паметник Свети Александър Невски) — кафедральный патриарший собор Болгарской Православной Церкви. Расположен в столице Болгарии Софии, на площади Александра Невского, является одной из градостроительных доминант столицы Болгарии. Автор проекта — русский архитектор Александр Померанцев.
Высота главного купола собора — 45 м, колокольни — 53 м, площадь собора — 3170 кв. м. Храм вмещает до 5000 человек. На колокольне находится 12 колоколов общим весом 23 тонны.

## История и описание
Идея воздвигнуть храм-памятник в честь освобождения Болгарии и посвятить его русскому святому Александру Невскому была выдвинута 13 апреля 1879 года на заседании Первого Учредительного Народного Собрания в Велико-Тырново Петко Каравеловым. 26 февраля 1881 года была образована Центральная строительная комиссия с комитетом при ней; 19 февраля 1882 года на самом высоком месте в центре Софии была совершена закладка храма. Автором первоначального проекта был архитектор И. С. Богомолов, однако реализация проекта тормозилась, и к тому времени, когда правительство Болгарии вновь вернулось к вопросу о строительстве храма, Богомолов скончался. Чертежи Богомолова были переданы Александру Померанцеву, который существенно переработал первоначальный проект. К строительству приступили лишь в 1904 году. Работами по возведению храма руководил коллектив российских и болгарских архитекторов: А. А. Яковлев, А. Н. Смирнов, П. Момчилов, Ю. Миранов и другие. Храм-памятник был построен в 1912 году.
После вступления в октябре 1915 года Болгарии в Первую мировую войну на стороне Центральных держав 2 марта 1916 года Народное собрание Болгарии приняло решение о переименовании собора — в честь святых Кирилла и Мефодия, что официальным органом российского Святейшего Синода было названо «великим грехом Болгарии». По отречении царя Фердинанда от престола в 1919 году, Синод обратился к правительству с просьбой отменить решение о переименовании собора, вопрос о чём был внесён в Народное Собрание Болгарии, которое постановило возвратить собору первоначальное наименование. 12 сентября 1924 года, в день памяти князя Александра Невского, митрополитом Пловдивским Максимом было совершено освящение главного алтаря храма в честь святого князя, а на следующий день северного придела — во имя святых Кирилла и Мефодия, а 14 сентября — южного во имя святого царя Бориса.
Среди авторов писанных маслом 82 икон, а также 273 фресок храма — 17 посланцев России, в том числе В. М. Васнецов, П. Е. Мясоедов, А. И. Вахрамеев, А. М. Корин, А. А. Киселёв, Н. А. Бруни, В. Д. Болотнов. Большая часть стенописи принадлежит кисти болгарского художника Х. Тачева.
В 2014 году, после многих лет переговоров, был предан в собственность Святому синоду БПЦ.
В Болгарии много церквей, которые являются более малыми копиями собора Александра Невского, в том числе в городах Вылчедрым,
Сандански,
Долна-Митрополия,
Кюстендил,
Каспичан,
Брезник,.

## В кино
Александро-Невский собор в Софии в последние годы был облюбован, в частности, голливудскими кинематографистами для съёмок боевиков, действие которых разворачивается якобы в России.
Наиболее масштабно собор был задействован в фильме «Хитмэн» (Hitman, реж. Ксавьер Генс, 2007), изображая главный храм в Санкт-Петербурге.
Собор также был использован в экшн-сцене фильма «Ниндзя» (Ninja, реж. Айзек Флорентайн, 2009), где действие по сценарию происходит во Владивостоке. Собор также показан в начале фильма «Неоспоримый 4» (Boyka: Undisputed, реж. Тодор Чапканов и Айзек Флорентайн, 2017), где указано место, где происходят действия фильма — Киев.

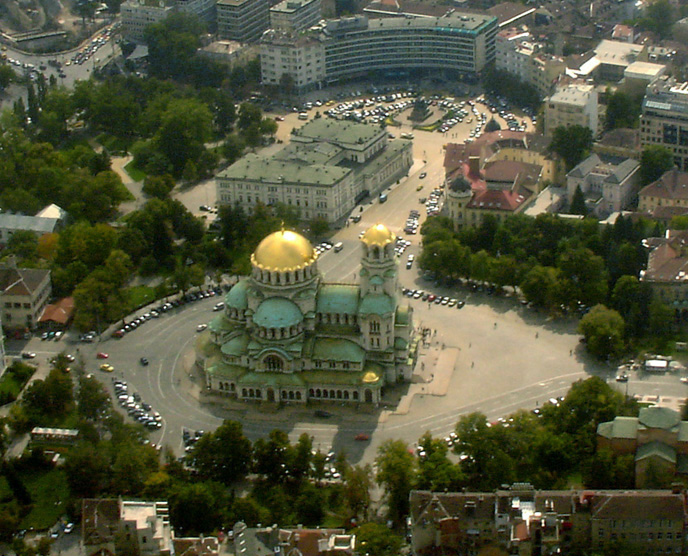
Вид сверху
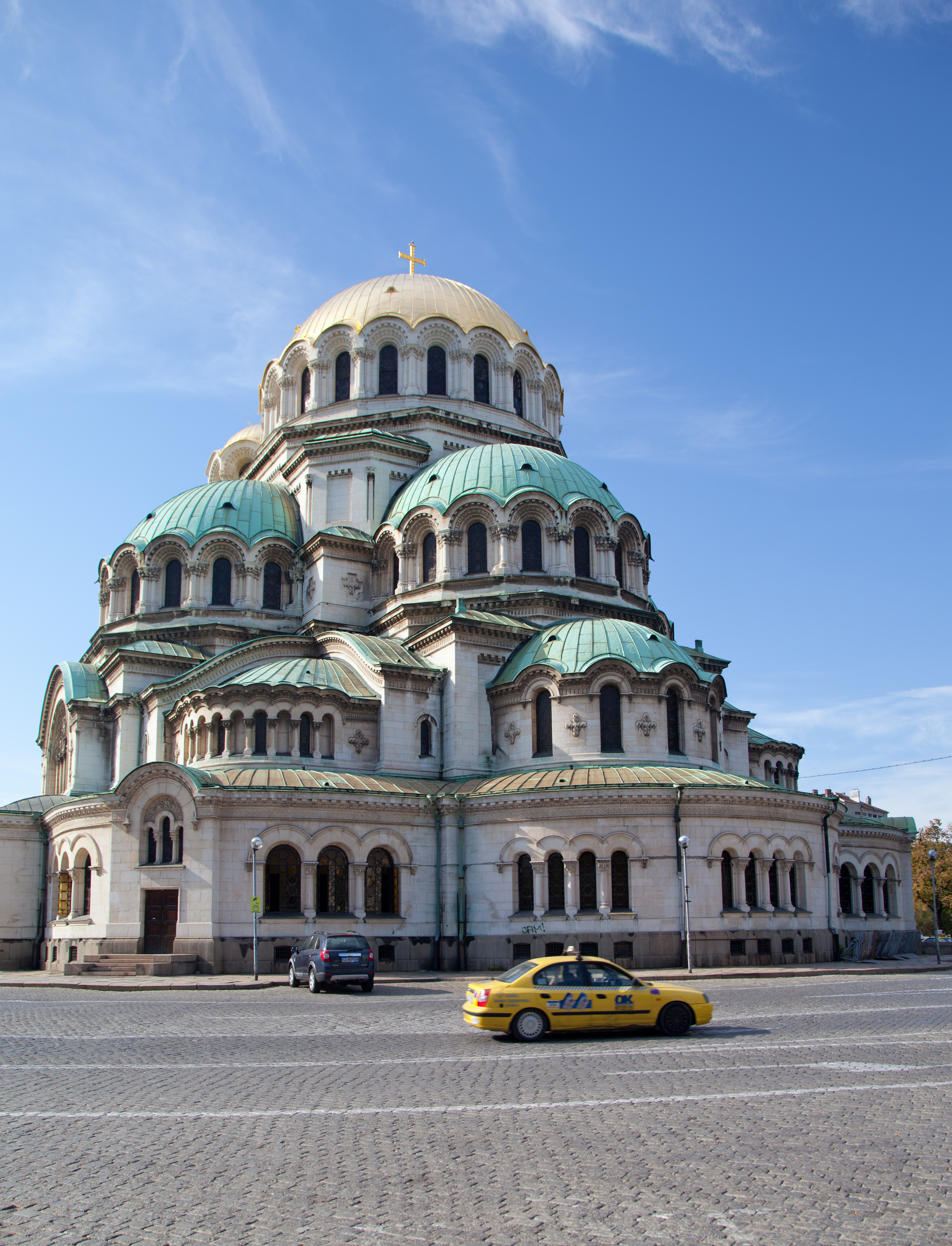
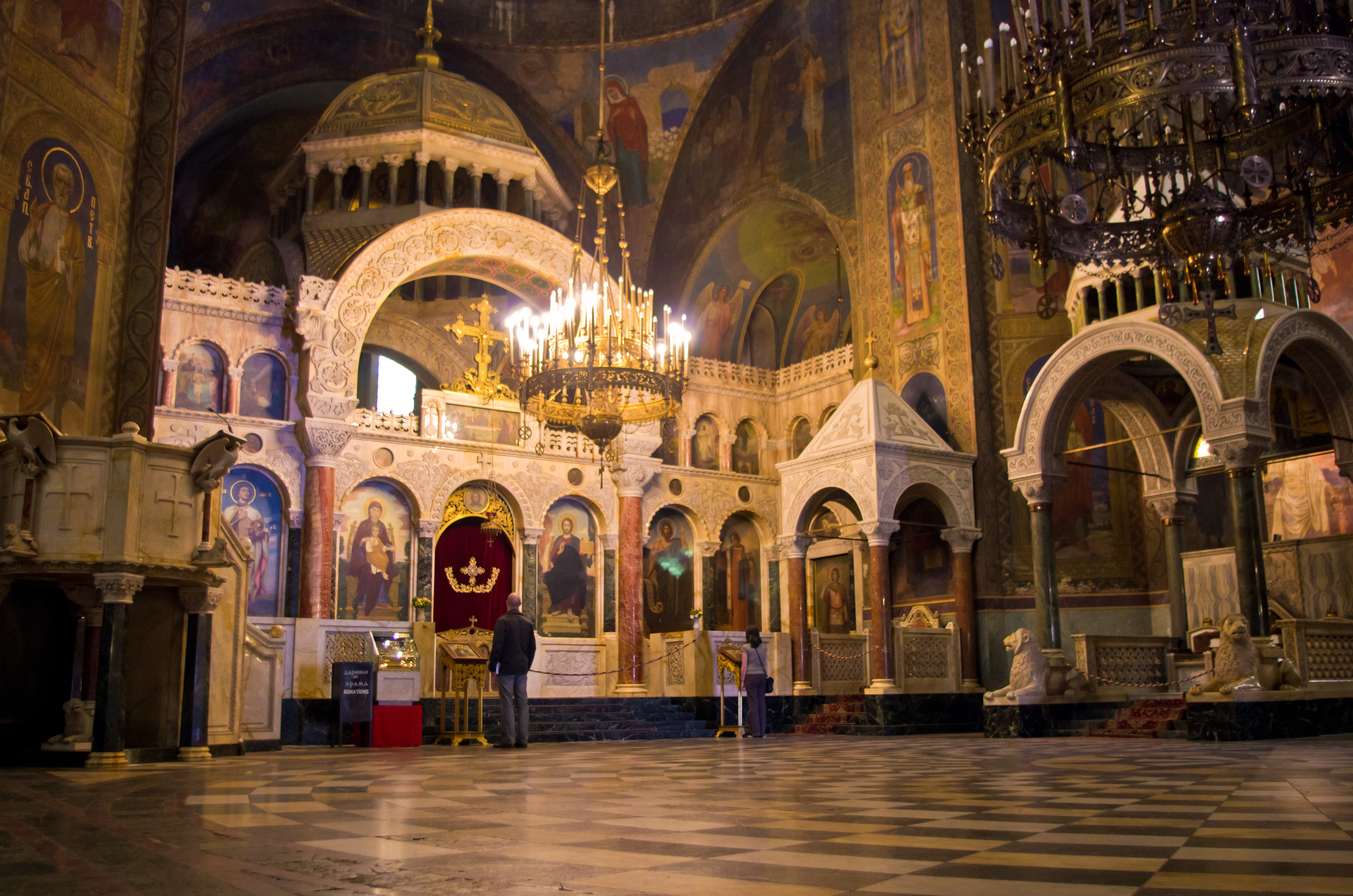